# إذن بالشعور
إذن بالشعور كتاب من تأليف الأستاذ بجامعة ييل مارك براكيت  وترجمة عمر فايد، في هذا الكتاب يكشف د. مارك براكيت الأستاذاً بمركز دراسات الأطفال بجامعة ييل والأستاذ المؤسس في مركز ييل للذكاء العاطفي، خلال عمله عالمًا بالعواطف على مدار 25 عام طور خطة فعالة وبارعة لتحسين حياة الأطفال والراشدين – مخطط لفهم عواطفنا واستخدامها بحكمة بحيث تكون تلك العواطف عاملاً مساعدًا على نجاحنا وعافيتنا ولا تعوقه. كان جوهر نهجه هذا نتائجًا لإرث طفولته، والذي اكتسبه من عمه الذكي الذي أعطاه إذنًا بالشعور. كان أول الراشدين الذين نظروا إلى مارك وأنصتوا إليه وعرفوا المعاناة والتنمر بل والتحرش الذي تعرض إليه. وكان ذلك بداية حالة الوعي التي اكتسبها مارك بأن ما يمر به حاليًا حالة مؤقتة. لم يكن وحيداً ولم يكن ملزمًا بجدول زمني، ولم يكن من «الخطأ» أن يشعر بالخوف والعزلة والوحدة والغضب. أما الآن فأفضل شيء إن بإمكانه ااخاذ إجراء حيال هذا.
وفي العقود التي تلت ذلك قاد مارك فرقًا بحثية كبيرة وجمع عشرات الملايين من الدولارات لدراسة جذور العافية العاطفية. ومن هنا أطلق على وصفته من أجل عافية الأطفال (وأهليهم ومعلميهم ومدارسهم) اسم مختصر «افتتت» وكانت تلك طريقته لمشاركة الاستراتيجيات والمهارات مع القراء في كافة أنحاء العالم. جرب هذه الآلية وأثبتت نجاحها. هذا الكتاب خليط بين الصرامة العلمية والعاطفة والإلهام بالتساوي. يوجد عديد من الأطفال والراشدين الذين يعانون؛ ويشعرون بالخجل من مشاعرهم وليس لديهم المهارة العاطفية للتعامل مع ذلك، لكن لا ينبغي عليهم هذا. إن مهمة حياة د. مارك براكيت هي تبديد مسار تلك المعاناة، وهذا الكتاب يمكنه أن يبين لك كيف.

## نبذة من كلمة المترجم
| إذن بالشعور                            | كثير منا يرفض الذهاب لطبيب نفساني عندما تستدعي الحاجة لذلك عندما تشتد هموم الحياة ويتحول الكبت إلى أمراض عضال، يمكنك أن تعتبر هذا الكتاب مدخلاً إلى كيفية تعاملك بنفسك مع ما يقيك من مقدمات هذه الأمراض لا قدر الله أو حتى تجفيف منابع مسبباتها. الكتاب أيضًا أداة مهمة للمعلمين والآباء وكل من لديهم احتكاك بالأطفال على وجه الخصوص، فضلاً عن أرباب الأعمال وصناع القرار في الشركات والمؤسسات والموظفين، فهو بالفعل يحمل مفتاحًا مهمًا وإن كان بسيطًا في ظاهره عن أسباب نفور الموظفين الأكفاء من أماكن العمل أو تبلدهم مع مرور الوقت وتأثير ذلك على حياتهم الشخصية، ليس من مؤلف يُنظر أكاديميًا من برجه العاجي في جامعة ييل، بل من شخص جرب وتمرس في حياته الشخصية وفي العمل بالشركات قبل التفرغ للسلك الأكاديمي، وأجد وقعًا في نفسي لكثير من الشواهد التي ذكرها نتيجة تجربة عملي بالشركات قبل تفرغي حاليًا للترجمة. أما إذا كان القارئ طفلاً أو شابًا يافعًا ووهب نعمة حب القراءة فسيجد في مقتبل عمره ما يعينه على تقلبات عاطفية شكلت حياة كل منا دون أن يحظى غالبيتنا بما يجعلهم يتعاملون مع تلك القوة التي بداخلنا على أكمل وجه، قوة الشعور.. قراءة ممتعة. | إذن بالشعور |
| — نبذة من كلمة المترجم في مستهل الكتاب | |             |

## الفهرس
- كلمة المترجم
- توطئة
- إذن بالشعور
- العواطف عبارة عن معلومات
- كيف تصبح عالماً بالعواطف
- إ: إدراك العواطف
- ف: فهم العواطف
- ت: تصنيف العواطف
- ت: التعبير عن العواطف
- ت: تنظيم العواطف
- العواطف في المنزل
- العواطف في المدرسة من روضة الأطفال إلى الجامعة
- العواطف في مكان العمل
- إطلاق ثورة عاطفية
- مقياس المزاج (مصور)

## وصلات خارجية
- الكتاب المترجم على موقع جود ريدز
- لقاء مع المؤلف حول الكتاب على «أحاديث جوجل»